# Объезд (маршрут)
Объезд (также обход) — маршрут, уклоняющийся от «прямого» (кратчайшего) пути. «В обход/в объезд» — противоположность «напрямик», и предполагает наличие выделенного обходного участка маршрута, определённого «прямого» направления и неподвижного объекта, который объезжается. 
Постоянные автодороги, построенные с целью уменьшения заторов путём объезда загруженных участков дорожно-транспортной сети, называются объездными шоссе.

## В правилах дорожного движения

Знак «Объезд справа»

В российских правилах дорожного движения термин «объезд» в основном применяется по отношению к объезду препятствия — неподвижного объекта, не позволяющего продолжить движение по своей полосе; правила допускают объезд препятствия по встречной полосе, для предупреждения водителя существуют специальные знаки, указывающие, с какой стороны следует объезжать препятствие.

Знак «Схема объезда»

Знак «Направление объезда»

Существуют также информационные дорожные знаки, подсказывающие водителю маршрут объезда временно закрытого участка дороги. На протяжении такого объезда на всех перекрёстках должны быть установлены знаки, указывающие направление объезда.

Знак постоянного объезда в Онтарио

Дорожные правила других государств и стран в отношении объездов близки к российским. В некоторых государствах и странах (отдельные штаты США и провинции Канады, Швеция, Великобритания, Ирландия) существуют также «постоянно обозначенные» объезды — альтернативные размеченные маршруты, используемые, когда основное шоссе оказывается закрытым из-за аварийной ситуации. Практика показала, что постоянные знаки объезда запутывают водителей, и некоторые знаки в Онтарио стали закрывать в периоды хорошей погоды. Рекомендации американского Федерального управления шоссе предлагают использовать для маркировки альтернативных маршрутов табло переменной информации.